# Лободин, Лев Алексеевич
Лев Алексеевич Лободин (род. 1 апреля 1969, Россошь, Воронежская область) — российский и украинский легкоатлет, специалист по многоборьям. Выступал за сборные СНГ, Украины и России по лёгкой атлетике в 1992—2004 годах, многократный призёр чемпионатов мира и Европы, победитель первенств национального значения, действующий рекордсмен России в семиборье, участник трёх летних Олимпийских игр. Заслуженный мастер спорта России (2000). Также известен как тренер по лёгкой атлетике.

## Биография
Лев Лободин родился 1 апреля 1969 года в городе Россошь Воронежской области.
Заниматься лёгкой атлетикой начал в 1984 году в Россошанской детско-юношеской спортивной школе под руководством тренера В. Тонконогова, позже был подопечным А. Тевсиева. Впоследствии переехал на постоянное жительство в Луганск, учился в Луганском педагогическом институте, представлял луганское «Динамо» и Украинскую ССР.
Впервые заявил о себе на национальном уровне в сезоне 1992 года, выиграв чемпионат СНГ по многоборьям в Санкт-Петербурге. По итогам чемпионата вошёл в состав Объединённой команды, собранной из спортсменов бывших советских республик для участия в чемпионате Европы в помещении в Генуе — с результатом в 5987 очков занял в программе семиборья шестое место.
После распада Советского Союза выступал за сборную Украины. Так, в 1993 году представлял украинскую команду на чемпионате мира в помещении, где показал в семиборье четвёртый результат.
В 1994 году на чемпионате Европы в помещении в Париже провалил все попытки в прыжках с шестом и досрочно завершил выступление, тогда как на чемпионате Европы в Хельсинки завоевал бронзовую медаль в десятиборье.
В 1995 году на Кубке Европы по легкоатлетическим многоборьям в Вальядолиде занял шестое и четвёртое места в личном и командном зачётах соответственно. На последовавшем чемпионате мира в Гётеборге был седьмым.
Благодаря череде удачных выступлений удостоился права защищать честь страны на летних Олимпийских играх 1996 года в Атланте — досрочно завершил выступление после первого соревновательного дня.
Начиная с 1997 года Лев Лободин постоянно проживал в Москве и на международных стартах представлял российскую национальную сборную. В частности, в этом сезоне он победил на зимнем чемпионате России в Липецке, принял участие в чемпионате мира в Афинах.
В 1998 году стал бронзовым призёром на чемпионате Европы в помещении в Валенсии, с личным рекордом в 8571 очко взял бронзу на чемпионате Европы в Будапеште.
В 1999 году стал шестым в семиборье на чемпионате мира в помещении в Маэбаси и пятым в десятиборье на чемпионате мира в Севилье.
Участвовал в Олимпийских играх 2000 года в Сиднее — набрал в сумме всех дисциплин десятиборья 8071 очко, расположившись в итоговом протоколе соревнований на 13-й строке.
После сиднейской Олимпиады Лободин остался в составе легкоатлетической команды России на ещё один олимпийский цикл и продолжил принимать участие в крупнейших международных стартах. Так, в 2001 году он выиграл бронзовую медаль в семиборье на чемпионате мира в помещении в Лиссабоне, в десятиборье стал пятым на чемпионате мира в Эдмонтоне и четвёртым на Играх доброй воли в Брисбене.
В 2002 году добавил в послужной список бронзовую награду, полученную на чемпионате Европы в Мюнхене.
На зимнем чемпионате России 2003 года в Москве завоевал золотую медаль в семиборье, установив при этом до сих пор никем не побитый национальный рекорд России — 6412 очка. Позже на чемпионате мира в помещении в Бирмингеме стал серебряным призёром, уступив только американцу Тому Паппасу. На чемпионате мира в Париже попасть в число призёров не смог, с результатом в 8198 очков стал шестым.
В 2004 году с третьим результатом сезона в мире (6149) победил на зимнем чемпионате России в Москве, затем получил бронзу на чемпионате мира в помещении в Будапеште. На Олимпийских играх в Афинах стартовал только в двух дисциплинах десятиборья, досрочно завершив выступление.
За выдающиеся спортивные достижения удостоен почётного звания «Заслуженный мастер спорта России».
Сразу после завершения спортивной карьеры занялся тренерской деятельностью, с 2008 года занимал должность старшего тренера сборной команды России по многоборьям. Заслуженный тренер России (2010).